# Louis-Félix Védy

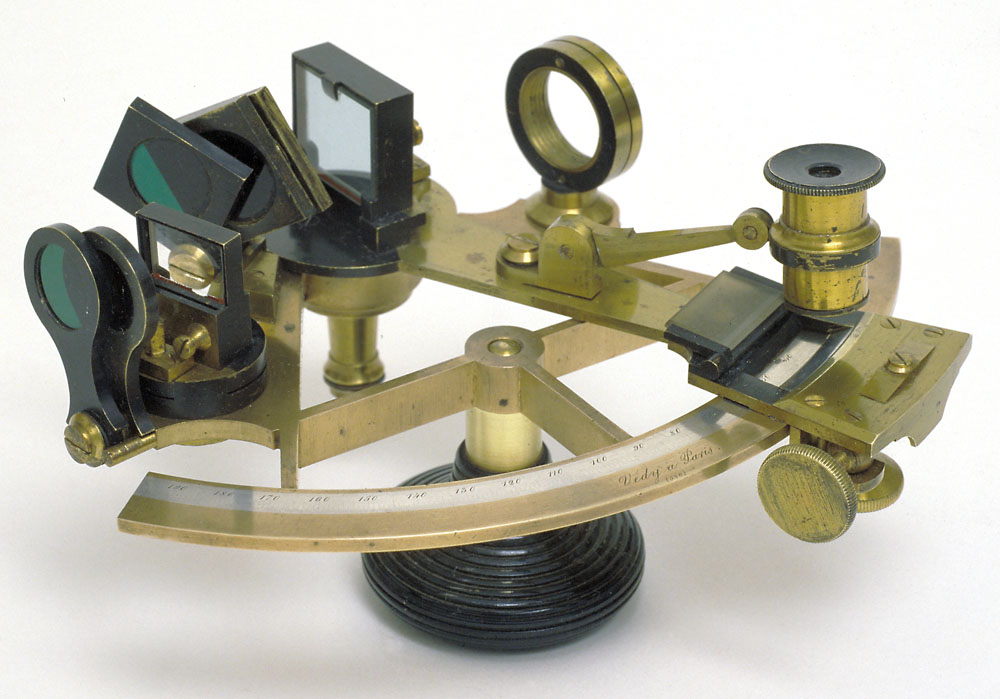
Sestante prodotto da Védy e conservato al Museo Galileo, Firenze.

La Louis-Félix Védy è stata una bottega francese di strumenti scientifici.

## Storia
Louis-Félix Védy, fabbricante di strumenti scientifici a Parigi, subentrò in una casa fondata verso il 1830. La ditta, che era specializzata in occhialeria e strumenti ottici, fu trasferita nel 1900 a St. Germain-en-Laye da Albert Védy, figlio di Louis.